# Ventura Ruiz Aguilera
Ventura Ruiz Aguilera (Salamanca, 2 de novembre de 1820 - Madrid, 1 de juliol de 1881) fou un escriptor espanyol nascut a Salamanca. Es va graduar en medicina a la mateixa ciutat. En 1844 va desplaçar-se a Madrid, on va treballar de periodista i on va guanyar gran popularitat amb la col·lecció de poemes Ecos Nacionales (1849). També a Madrid va dirigir el Museo Arqueológico Nacional del 16 de novembre dew 1868 al 10 de maig de 1872.

## Biografia
Durant el seu càrrec com a director del Museu Arqueològic, va organitzar comissions científiques per adquirir objectes amb què augmentar la col·lecció. Va ser també el que va començar l'edició l'any 1872 de la revista Museo Español de Antigüedades, dirigida per Juan de Dios de la Rada y Delgado. Va ser membre de l'Academia de Buenas Letras de Sevilla, oficial del ministeri de la Governació, i redactor polític en diaris com la Prensa, el Sueco i la Nación.
Altres obres seves rellevants foren Elegías y armonías (1863), Sátiras (1874) i Estaciones del año (1879). També Europa marcha, la novel·la El conspirador de á folio, Del agua mansa nos libre Dios, No se venga quien bien ama, Bernardo de Saldaña, Camino de Portugal, La limosna y el perdón, Flor marchita i altres moltes produccions dramàtiques i articles de literatura.
El poeta Víctor Balaguer i Cirera va traduir al català el seu poema Balada de Catalunya. L'hispanista Johannes Fastenrath també va traduir obres seves.
Va morir l'1 de juliol de 1881.

## Obra
- El grito de la conciencia[3]
- Del agua mansa nos libre Dios, 1847
- Bernardo de Saldaña, 1848[4]
- Un conspirador de a folio, 1848[5]
- Camino de Portugal, 1849[6]
- La limosna y el perdón, 1853
- El beso de Judas, 1860
- Obras poéticas. Elegías, 1862[7]
- Proverbios ejemplares, 1864[8]
- Armonías y cantares, 1865[9]
- El mundo al revés, 1865, 2 v.[10]
- Inspiraciones: poesías selectas, 1865[11]
- La arcadia moderna, 1867[12]
- Cuentos del día, 1868[13]
- "Balada de Cataluña", 1868[14]
- El libro de la patria, 1869[15]
- La leyenda de Noche-Buena, 1872[16]
- Las estaciones del año, 1879[17]